# Arménak Erévanian
Arménak Erévanian (né le 15 mars 1915 à Adana (Turquie) - mort le 14 septembre 1996 à Saint-Priest-en-Jarez), est un footballeur français d'origine arménienne. Il jouait au poste de gardien de but.

## Biographie
Sa famille dut quitter le pays à la suite du génocide arménien organisé par le gouvernement turc. Le jeune Arménak et sa famille s'installèrent à Marseille. Dès son plus jeune âge, il sembla prédisposé pour accomplir une brillante carrière dans le football.

### Les débuts
Sa carrière a commencé à douze ans à l'UGA (Union Générale Arménienne), où il restera jusqu'en 1933. Sélectionné trois fois en équipe juniors de Provence, il devient champion 1re division en équipe seniors. Les dirigeants de l'Olympique de Marseille entendent parler de lui et l'engagent comme remplaçant de Laurent Di Lorto de 1933 à 1935. Il apprend beaucoup, néanmoins être titulaire est son seul but. Transféré à Sochaux pour une saison, il est rappelé par l'OM, où il reste jusqu'en 1937, année où l'équipe gagne le championnat de France. (Deux ans auparavant il l'avait accompagnée à Paris comme simple remplaçant lors de sa victoire en Coupe de France)

### De Lens à Sète
Il fait son service militaire au 141e d'Infanterie à Marseille puis joue un an à Lens avec Dugauchez, Anton Marek dit Tony Marek, Ladislas Smid dit Siklo, Stefan Dembicki dit Stanis. Pendant la guerre il est affecté à Ajaccio et reste néanmoins qualifié pour le club nordiste. En 1940, il regagne Marseille mais est recruté par les Sètois ; à cette occasion Erevanian démontre son incroyable talent  de gardien de but. Il jouera au sein de sa nouvelle équipe quatre saisons consécutives, de 1940 à 1943, avec des arrières formidables comme Robert Mercier et René Franquès.

### L'ascension
En 1941, il sera champion de France des deux zones, comme en 1942 à Sète où Erevanian, Robert Mercier et René Franquès formeront la meilleure défense de zone non occupée avec seulement six buts encaissés, ce qui lui valut d'être nommé « meilleur gardien du championnat » de la saison 1941/1942, sans oublier Deszõ Korányi Kronenberger ou Désiré Koranyi le buteur le plus efficace. Cette équipe championne Zone Sud est battue en finale de la Coupe de France par le Red Star (0-2).
Erévanian continue sa carrière à Perpignan en 1943, où il joue avec Max Conchy et les frères Kowacs. En 1944, il  se trouve à Clermont Ferrand lors de la création d'équipes fédérales ; l'Auvergne termine 6e et Erevanian se casse la jambe lors d'un choc avec l'un de ses arrières (que les stéphanois connaissent bien) : Joseph Biechert.
En 1945, il retrouve Camille Malvy, son ex-coéquipier jouant au Mans. Erevanian fait un match d'essai avant d'être engagé pour un an. Une sciatique très douloureuse l'empêche de jouer trois mois. Il revient à Saint-Étienne où il se marie en fin d'année.

### Fin de carrière
Sa carrière de joueur se termine là. De toute évidence, il a connu la gloire et le succès. Mais le fait d'avoir été la doublure de Di Lorto, ses déplacements imposés à Perpignan et Clermont-Ferrand et la Seconde Guerre mondiale, ainsi que la période de troubles qui a suivi, ont joué en sa défaveur. 
Il n'abandonna pas pour autant le football, car après avoir entrainé l'équipe de police de Saint-Étienne, il prit en main l'équipe de « Côte Chaude » (région stéphanoise), et reprit encore plus d'activité en devenant l'entraîneur de l'Association Sportive d'Origine Arménienne de Valence. Le résultat ne se fit pas attendre, l'équipe devenant championne de Drôme Ardèche dès de la première année.
En 1968, la communauté Arménienne de Saint-Étienne a la chance d'avoir Arménak Erevanian comme entraîneur de l'équipe communautaire : grâce à lui cette petite équipe de quatrième division grimpera au sommet en un temps record.
Arménak Erevanian est décédé en septembre 1996. Il était un homme volontaire, qui savait avec gentillesse, mais aussi avec fermeté, inculquer ses principes de jeu et faire bénéficier ses élèves de tout son amour du football.

## Carrière de joueur
- 1935-1937 : Olympique de Marseille ( France)
- 1937-1939 : Racing Club de Lens    ( France)
- 1940-1943 : FC Sète                ( France)

## Palmarès
- Vainqueur de la Coupe de France : 1935 (Olympique de Marseille)
- Champion de France : 1937 (Olympique de Marseille)
- Champion de France de la Zone Sud : 1942 (FC Sète)
- Finaliste de la Coupe de France : 1942 (FC Sète)